# Het verdwijnpunt
Heer Bommel en het verdwijnpunt (in boekuitgaven/spraakgebruik verkort tot Het verdwijnpunt) is een verhaal uit de Bommelsaga, geschreven en getekend door Marten Toonder. Het verhaal verscheen voor het eerst op 8 september 1972 en liep tot 24 november van dat jaar. Thema: Andere werelden.

## Voetnoot
1. ↑  De periode van 27 juni tot 8 september werd in beslag genomen door vakantie van de hoofdpersoon en een aansluitende ziekte.

## Hoorspel
- Het verdwijnpunt in het Bommelhoorspel